# Problema XY
El problema XY es un problema de comunicación que sucede en una mesa de ayuda o situaciones similares en las que se oculta el problema real, X, de la persona que solicita ayuda, porque en lugar de preguntar directamente sobre el problema X, preguntan cómo resolver un problema secundario, Y, que cree le permitirá resolver el problema X. Sin embargo, resolver el problema Y a menudo no resuelve el problema X, o es una mala forma de resolverlo, y el oscurecimiento del problema real y la introducción del problema secundario potencialmente extraño pueden llevar a la persona que intenta ayudar a tener dificultades innecesarias en la comunicación u ofreciendo soluciones pobres.
El problema XY se encuentra comúnmente en entornos de soporte técnico o servicio al cliente donde el usuario final intenta resolver el problema por su cuenta, y no comprende la naturaleza real del problema, creyendo que su problema real X ha sido casi resuelto, a excepción de algún pequeño detalle Y en su solución. La incapacidad del personal de soporte para comprender la naturaleza de su consulta o resolver su problema real puede hacer que el usuario final se sienta frustrado. La situación puede aclararse si el usuario final pregunta sobre algún detalle aparentemente absurdo que está desconectado de un objetivo final útil. La solución para el personal de soporte es hacer preguntas de sondeo sobre por qué se necesita la información a fin de identificar el problema raíz y apartar al usuario final de una ruta de investigación no productiva.

## Origen
El término problema XY fue acuñado implícitamente por Eric S. Raymond en su texto Cómo hacer preguntas de manera inteligente al agregar "¿Cómo puedo usar X para hacer Y?" a la sección "Preguntas para no formular" (aunque tenga en cuenta en esta versión original, se intercambian los significados de X e Y):
 P: ¿Cómo puedo usar X para hacer Y?
R: Si lo que desea es hacer Y, debe hacer esa pregunta sin suponer previamente el uso de un método que puede no ser apropiado. Las preguntas de esta forma a menudo indican una persona que no solo ignora X, sino que está confundida acerca de qué problema Y está resolviendo y demasiado obsesionada con los detalles de su situación particular. 
El problema en sí mismo se conocía mucho antes de recibir este nombre. En 1980 "Ciencia de gestión aplicada: un enfoque rápido y sucio", Gene Woolsey describió un famoso ejemplo de solución del problema equivocado. La gerencia estaba preocupada por las quejas de las personas que tenían que esperar demasiado por los ascensores, por lo que gastaron mucho tiempo y dinero investigando cómo programar los ascensores para reducir los tiempos de espera. Woolsey señaló que estaban tratando de resolver el problema equivocado. El verdadero problema era que "la gente se quejaba". La instalación de grandes espejos en el vestíbulo le dio a la gente algo que hacer, y las quejas se redujeron drásticamente.